# Cravont Charleston
Cravont Charleston (né le 2 janvier 1998 à Charlotte, Caroline du Nord) est un athlète américain, spécialiste des épreuves de sprint. 

## Biographie
En 2023, il remporte le 100 m des championnats des Etats-Unis d'athlétisme en 9 s 95, devançant ainsi Christian Coleman et Noah Lyles. Cette victoire lui vaut une qualification pour les championnats du monde se déroulant à Budapest. 

## Palmarès

### International
| Date | Compétition                        | Lieu     | Résultat | Épreuve        | Temps   |
| ---- | ---------------------------------- | -------- | -------- | -------------- | ------- |
| 2017 | Championnats panaméricains juniors | Trujillo | 1er      | Relais 4×100 m | 39 s 33 |

### National
| Date | Compétition                 | Lieu   | Résultat | Épreuve | Temps  |
| ---- | --------------------------- | ------ | -------- | ------- | ------ |
| 2023 | Championnats des États-Unis | Eugene | 1er      | 100 m   | 9 s 95 |

## Records
| Épreuve      | Temps        | Vent         | Lieu         | Date            |
| En plein air | En plein air | En plein air | En plein air | En plein air    |
| ------------ | ------------ | ------------ | ------------ | --------------- |
| 100 m        | 9 s 90       | +0,9         | Kuortane     | 17 juin 2023    |
| 200 m        | 20 s 16      | +1,6         | Jacksonville | 29 avril 2021   |
| En salle     |              |              |              |                 |
| 60 m         | 6 s 52       | -            | Liévin       | 17 février 2022 |
| 200 m        | 21 s 12      | -            | Clemson      | 13 février 2021 |